# Герб Юр'ївки (Маріупольський район)
Герб Юр'ївки — символ села Юр'ївка Маріупольського району Донецької області України. Автор — Едуард Савченко.
В селі діє єдиний в Європі музей азовської мушлі. Тут зібрана найбільша колекція азовських мушель (29 із 56 зареєстрованих в акваторії Азовського моря) і масштабні панно з мушель, які відзначили в Книзі рекордів України: картина "Моя Юр’ївка" містить 15 800 мушель, великодня інсталяція з 3 500 мушель, герб України з 18 500 мушель. Саме на честь цього на гербі в нижньому лазуровому полі, що символізує море, розмістилася срібна мушля.
Зі сходу села розташована пам'ятка природи "Соснові культури". У 2009 році "Соснові культури" в складі національного природного парку "Меотида", були зараховані до парків національного значення і увійшли до складу природно-заповідного фонду України, який охороняється законом як національна спадщина.
На заході Юр'ївка закінчується мисом Зміїним. Золота (піщана) змія це Полоз жовточеревий, який занесений до червоної книги України.